# Bruckbach (Leitzach, Fischbachau)
Der Bruckbach ist ein Fließgewässer im Mangfallgebirge. Er entsteht unterhalb der Bucher Alm und fließt durch einen Graben in der Nähe der Schwaigeralm.
Dort befindet sich eine alte Kneipp-Anlage. Nach weiterem Verlauf mündet er in der Nähe der Leitzach in Kanäle, die zur Teichbewässerung dienen.